# Animal Kingdom (serie televisiva)
Animal Kingdom è una serie televisiva statunitense sviluppata da Jonathan Lisco. Basata sull'omonimo film australiano del 2010 diretto da David Michôd, che figura tra i produttori esecutivi della serie, insieme con Liz Watts che è anche la produttrice del film. La serie segue la vita di un ragazzo diciassettenne, che, dopo la morte di sua madre, si trasferisce dai Cody, una famiglia criminale sotto il controllo della matriarca Smurf. Ellen Barkin interpreta il ruolo da protagonista di Janine "Smurf" Cody, interpretata da Jacki Weaver nel film del 2010.
La serie va in onda sul network TNT dal 14 giugno 2016, preceduta da un'anteprima al Tribeca Film Festival. Si conclude il 28 agosto 2022 dopo sei stagioni.  
In Italia, le prime due stagioni vengono pubblicate sul servizio on demand Infinity TV dal 9 novembre 2016, mentre le stagioni dalla terza alla quinta vanno in onda sul canale pay Premium Crime. La sesta e ultima viene distribuita il 14 novembre 2022 sulla nuova piattaforma Mediaset Infinity.

## Trama
Il diciassettenne J, dopo la morte della madre va a vivere nel sud della California con i Cody, una famiglia dallo stile di vita eccessivo dedita alle attività criminali, guidata dalla matriarca Smurf.

## Episodi
| Stagione         | Episodi | Prima TV USA | Pubblicazione Italia |
| ---------------- | ------- | ------------ | -------------------- |
| Prima stagione   | 10      | 2016         | 2016                 |
| Seconda stagione | 13      | 2017         | 2017                 |
| Terza stagione   | 13      | 2018         | 2018-2019            |
| Quarta stagione  | 13      | 2019         | 2019                 |
| Quinta stagione  | 13      | 2021         | 2021                 |
| Sesta stagione   | 13      | 2022         | 2022                 |

## Personaggi e interpreti

### Personaggi principali
- Janine "Smurf" Cody (stagione 1-4), interpretata da Ellen Barkin, doppiata da Rossella Izzo.
La dura matriarca della famiglia e nonna di J. Molto protettiva nei confronti della sua famiglia, prova un amore borderline nei confronti dei figli, nati da padri diversi. Muore nella quarta stagione.
- Barry "Baz" Blackwell (stagioni 1-2, guest star stagioni 3-6) interpretato da Scott Speedman, doppiato da Francesco Venditti.
Figlio adottivo di Smurf e capo delle rapine dei Cody. Nonostante il suo modo tranquillo di comportarsi, è in realtà manipolatore ed egocentrico.
- Andrew "Pope" Cody (stagione 1-6), interpretato da Shawn Hatosy, doppiato da Simone D'Andrea.
Il maggiore dei figli Cody, mentalmente disturbato e con tendenze suicide. Riappare dopo aver scontato tre anni nel Carcere di Folsom e dimostra un'infatuazione ossessiva per la ragazza di Baz, Catherine.
- Craig Cody (stagione 1-6), interpretato da Ben Robson, doppiato da Riccardo Scarafoni.
Il figlio di mezzo dei Cody, con una predilezione per le droghe e per le attività estremamente rischiose.
- Deran Cody (stagione 1-6), interpretato da Jake Weary, doppiato da Raffaele Carpentieri.
Il figlio più piccolo dei Cody, un ex surfista gay che apre un bar come secondo business legittimo.
- Joshua "J" Cody (stagione 1-6), interpretato da Finn Cole, doppiato da Federico Campaiola.
Il nipote di Smurf, che si trasferisce da lei dopo la morte della madre Julia, sorella gemella di Pope.
- Catherine Ortiz (stagione 1), interpretata da Daniella Alonso, doppiata da Domitilla D'Amico.
Ragazza di Baz e madre di sua figlia Lena.
- Nicky Belmont (stagione 1-3), interpretata da Molly Gordon, doppiata da Rossa Caputo.
Ragazza di J che si innamora dei Cody e dei loro crimini.
- Lucy (stagione 2-3; ricorrente stagione 1), interpretata da Carolina Guerra, doppiata da Ilaria Latini.
Ragazza messicana con la quale Baz ha una storia d'amore fin da quando lei aveva 16 anni, anche durante il suo matrimonio con Catherine.
- Mia Benitez (stagione 4, ricorrente stagione 3), interpretata da Sohvi Rodriguez.

### Personaggi secondari
- Lena Blackwell (1-3), interpretata da Aamya Deva Keroles.
La figlia di Baz e Catherine.
- Adrian Dolan (1-4), interpretato da Spencer Treat Clark, doppiato da Gabriele Marchingiglio.
Fidanzato di Deran che gestisce un negozio di tavole da surf ed è un surfista professionista.
- Paul Belmont (stagione 1; guest star stagione 3), interpretato da C. Thomas Howell, doppiato da Stefano Thermes.
Tenente comandante della Marina Americana di Camp Pendleton, e padre di Nicky.[3]
- Det. Sandra Yates (stagione 1), interpretata da Nicki Micheaux, doppiata da Francesca Guadagno.
Una detective che cerca di catturare la famiglia Cody.[4]
- Patrick Fischer (stagioni 1-2), interpretato da Dorian Missick.
Un poliziotto duro con un debole per Catherine.[4]
- Renn Randall (stagioni 1-6), interpretata da Christina Ochoa, doppiata da Sara Ferranti.
Spacciatrice di Craig e ragazza.
- Alexa Anderson (stagione 1), interpretata da Ellen Wroe.
Insegnante di J e Nicky, che lavora sotto copertura per la Detective Yates per cercare di incastrare i Cody.
- Vin (stagione 1) interpretato da Michael Bowen, doppiato da Roberto Draghetti.
Un uomo incarcerato con Pope.
- Jake (stagione 1,4), interpretato da Jack Coney.
Un ex membro della banda di Smurf, e padre di Craig.
- Javier "Javi" Cano (stagione 2), interpretato da Alex Meraz.
Un uomo di una banda pericolosa che lavorava per Smurf mentre i suoi figli erano troppo giovani per commettere crimini.
- Amy (stagione 2, guest star stagione 3-6), interpretata da Jennifer Landon, doppiata da Giuppy Izzo.
Impiegata di una megachurch che incontra Pope e con cui esce per poco tempo.
- Billy (stagione 3-4), interpretato da Denis Leary, doppiato da Stefano Benassi. È un drogato, che torna in California, e il padre di Deran, fugge con i soldi del figlio, rubati dalla cassaforte del suo locale. Ritorna in California, dopo la morte di Smurf.
- Frankie (stagione 3-5), interpretata da Dichen Lachman, doppiato da Laura Cosenza. Arriva in California insieme a Billy, il padre di Deran. Dopo la partenza di Billy, rimane in città, dove, di tanto in tanto, fa dei colpi con Craig.
- Janine “Smurf” Cody (stagione 4-5-6), interpretata da Leila George. È Smurf da giovane, e di come ha iniziato a fare i colpi insieme ad una banda.
- Manny (stagione 4-5), interpretato da Rigo Sanchez. È un amico di Smurf, con il quale ha fatto dei colpi, quando erano giovani.
- Colin (stagione 4), interpretato da Grant Harvey. È un altro membro della banda, quando Smurf, era giovane. È il padre di Pope e Julia.
- Jake (stagione 4-5), interpretato da Jon Beavers. È un membro della banda di Smurf, quando era giovane e futuro padre di Craig.

## Produzione
L'idea di sviluppare una serie tratta dal film è nata nel 2011 per il network Showtime, ma il progetto non si concretizzò. Successivamente lo script dell'episodio pilota è passato nelle mani di TNT, che ha ufficialmente ordinato il pilota nel maggio 2015. L'episodio pilota è stato diretto da John Wells, che è anche produttore esecutivo della serie. Il tema musicale della sigla iniziale è composta da Atticus Ross.
La serie è stata rinnovata per una seconda stagione di tredici episodi il 6 luglio 2016, poi trasmessa il 30 maggio 2017. Il 27 luglio 2017, TNT rinnova la serie per una terza stagione, andata in onda il 29 maggio 2018. Il 2 luglio 2018 TNT ha rinnovato la serie per una quarta stagione. A luglio 2019 la serie è stata rinnovata per la quinta stagione. Nel gennaio 2021, mesi prima dell'inizio della quinta stagione, la serie è stata rinnovata per una sesta ed ultima stagione.